# Bburago
Bburago è stata un'azienda italiana operante nel settore del modellismo.
Ha prodotto modelli dal 1974 al 2005, a Burago di Molgora, in Lombardia. Oggi è uno dei marchi commerciali nel portfolio della cinese May Cheong Group.

## Storia e produzione della Bburago

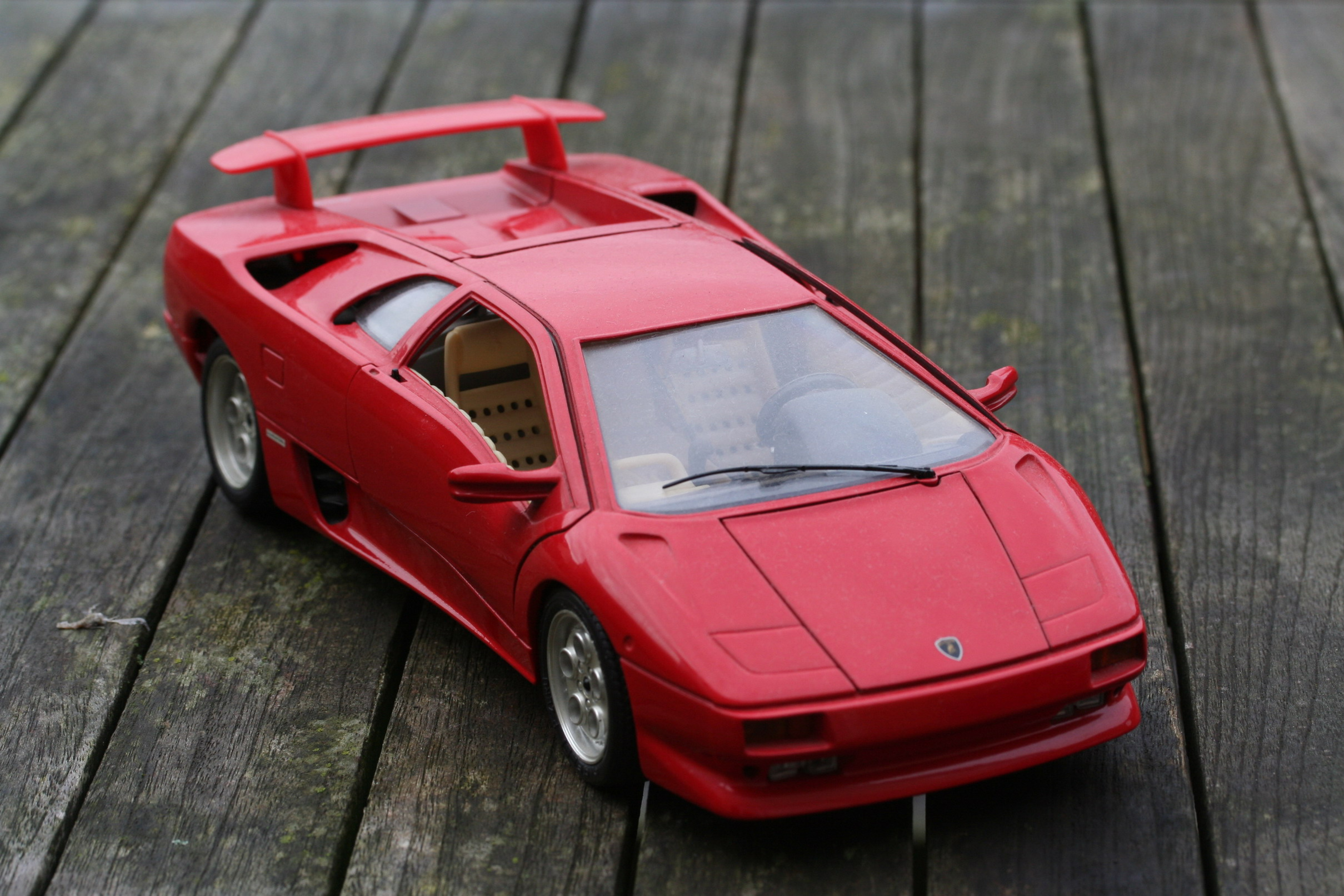
Modellino Lamborghini della Bburago

Inizialmente denominata Martoys, l'azienda ha preso il nome Bburago alla metà degli anni settanta. Fondatore fu il cavalier Mario Besana che entrò nel settore del modellismo automobilistico già nel 1966 con il marchio Mebetoys, acronimo di "Meccanica Besana Toys", insieme ai fratelli Ugo e Martino.
I primi modelli erano riprodotti in scala 1/24 e raffiguravano collezioni sportive di automobili. Caratterizzati da un'ottima cura dei dettagli rispetto a prodotti di pari costo, includevano sempre le porte apribili.
In epoca successiva fu prodotta una collezione di autovetture d'epoca in scala 1/18 ed una in scala 1/43. Molti modelli prodotti in scala 1/24 e 1/18 (ed anche alcuni in scala 1/43) furono venduti anche in kit di montaggio e potevano essere assemblati e personalizzati a seconda dell'abilità del modellista. La maggior parte dei modelli prodotti erano comunque venduti già montati. Alcune serie comprendevano versioni stradali e da competizione di uno stesso automodello. La carrozzeria dei modelli era in metallo pressofuso (die-cast). Il primo articolo della serie 1/18 fu la Rolls Royce Camargue, tutta apribile, che però nella realtà era in scala 1/22. Essa diede il via a un'importante gamma di modelli in questa dimensione che ebbe un formidabile successo commerciale e che permise all'azienda brianzola di farsi conoscere nel mondo. Nel 1977 vennero prodotte alcune monoposto di Formula Uno in scala 1/14 per la serie Grand Prix, tra cui la Ferrari 312 T2. Da ricordare poi la serie Tons in scala 1/43 che riguardava alcuni camion Fiat in scala 1:43 proposti con vari allestimenti.
L'azienda è stata coinvolta nel 2005 in uno scandalo finanziario che ha portato al decreto di fallimento della stessa emanato il 17 ottobre 2005 dal tribunale di Monza e al successivo arresto di varie persone coinvolte. In tale occasione, l'azienda ha cessato ogni produzione.

## Il marchio Bburago

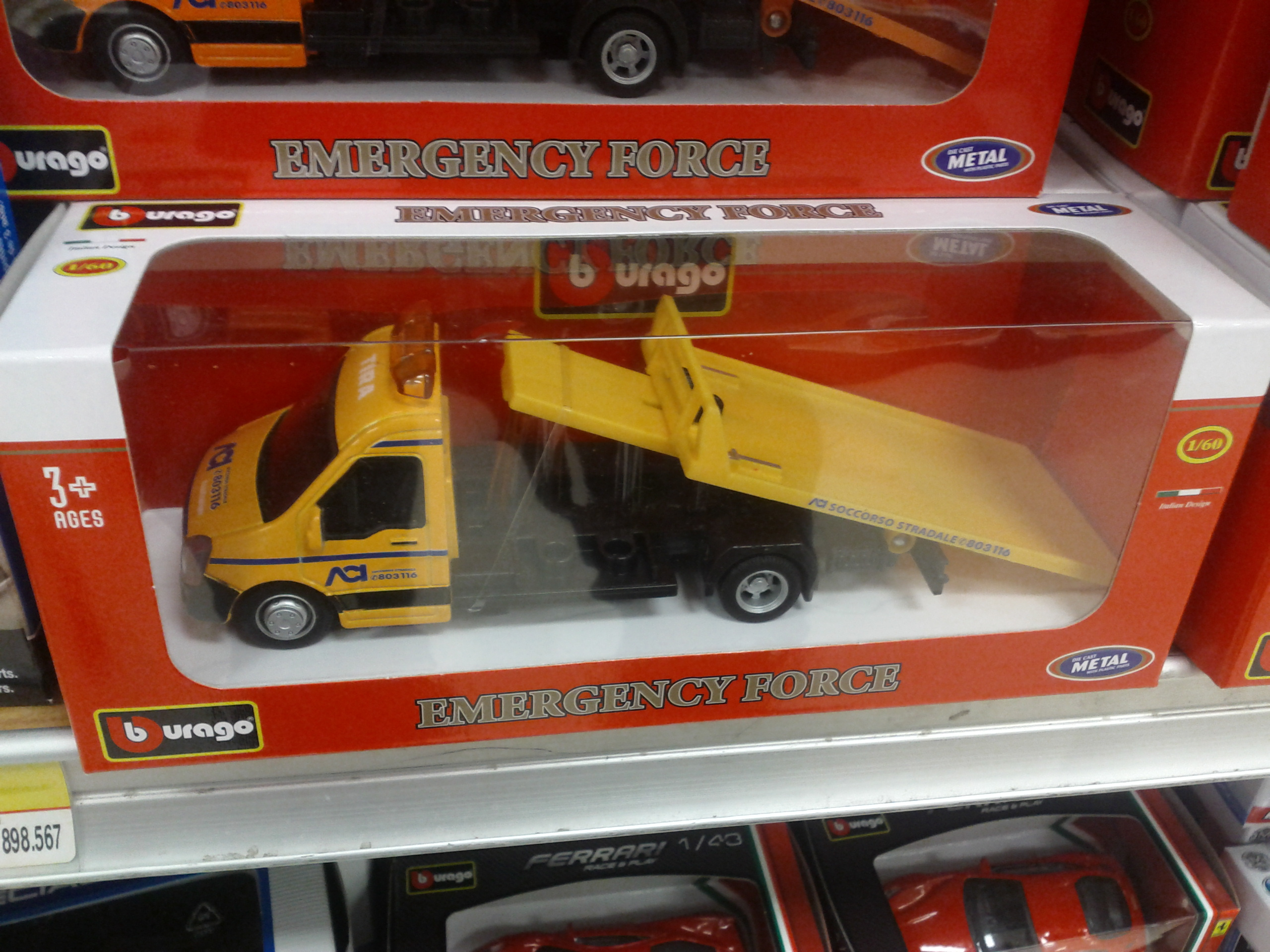
Modello Bburago del 2014, prodotto in Cina da May Cheong Group

Il solo marchio è stato in seguito rilevato dalla cinese May Cheong Group (proprietaria anche del marchio Maisto e Polistil) che ha ripreso la produzione in Cina, togliendo dal catalogo alcune delle vecchie collezioni ed inserendone di nuove. Dal primo gennaio 2013 i marchi Bburago, Maisto e Polistil, sono stati distribuiti da MacDue Group, azienda brianzola fondatrice del brand Motorama, fino al 2018, anno in cui sono passati a Goliath Games, multinazionale del giocattolo con sede in Olanda e filiale italiana.

## Elenco Modelli Scala 1/24 (produzione italiana)

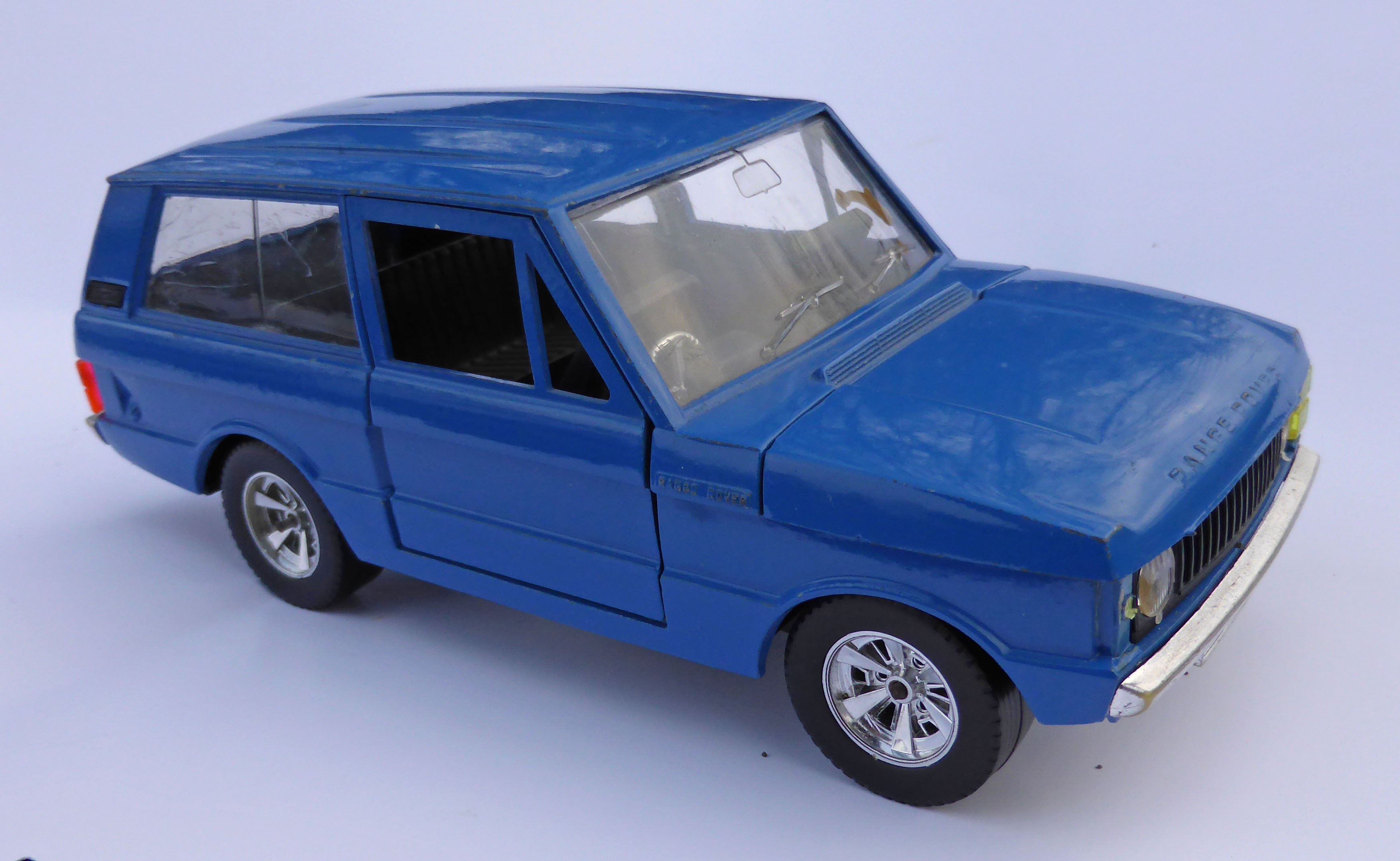
Range Rover della Bburago, scala 1/24, prodotto in Italia

- Ac Shelby Cobra 289
- Alfa Romeo Alfetta GTV
- Alfa Romeo Alfetta GTV Gr.4
- Alfa Romeo Giulietta
- Alfa Romeo 33
- Alfa Romeo 75
- Alfa Romeo 156
- Alpine A110 (1ª Serie)
- Alpine A110 (2ª Serie)
- Audi 80 Gt
- Audi Quattro Gt
- Austin Metro MG Turbo
- BMW 3.0 Csi
- BMW 3.0 Csi Turbo
- BMW 635 Csi Gr.A
- BMW M1
- BMW M3 E36 GTR
- BMW Z3 M Roadster
- BMW Z8 Roadster
- Bugatti Type 55
- Bugatti Type 57 Atlantic
- Bugatti EB 110
- California Van
- Chevrolet Corvette '57
- Chevrolet Corvette C5
- Chevrolet Corvette C5 Convertible
- Citroen 15 CV T.A.
- Datsun 240 Z
- Datsun 280 Z
- Dodge Viper RT/10
- Dodge Viper GTS
- Dodge Viper SRT/10
- Ferrari 250 Testarossa
- Ferrari 250 GTO
- Ferrari 250 LM
- Ferrari 275 GTB / 4
- Ferrari 512 BB
- Ferrari 308 GTB
- Ferrari 288 GTO
- Ferrari Testarossa
- Ferrari F40
- Ferrari 348 TB
- Ferrari 456 GT
- Ferrari F50
- Ferrari F50 cabrio
- Ferrari 550 Maranello
- Fiat 124 Abarth Spider
- Fiat 127
- Fiat 127 Rally
- Fiat 131 Abarth Rally
- Fiat 131 Mirafiori
- Fiat 131 Supermirafiori
- Fiat Ritmo Abarth
- Fiat Panda
- Fiat Regata
- Fiat Uno
- Fiat Tipo
- Fiat Cinquecento
- Fiat Punto
- Fiat Nuova Panda
- Ford Escort MkII 1.1 L
- Ford Escort MkII RS 1800
- Ford Capri Gr.5
- Ford Mustang
- Ford Escort MkIII XR3i
- Ford Escort MkIV RS Cosworth
- Ford Focus RS
- Ford Streetka
- Innocenti Mini 120
- Jaguar XK 120 Coupé
- Jaguar XK 120 Roadster
- Jeep CJ 7
- Lamborghini Cheetah
- Lamborghini Countach
- Lamborghini Diablo
- Lamborghini Gallardo
- Lamborghini Murcielago
- Lancia Beta Berlina
- Lancia Beta Montecarlo Turbo gr.5
- Lancia Stratos
- Lancia 037 Rally
- Lancia Delta S4
- Lancia Ypsilon
- Land Rover Range Rover
- Land Rover 110
- Land Rover Freelander
- Land Rover Range Rover '94
- Matra Simca Bagheera
- Mazda RX 7
- Mercedes Benz SSK
- Mercedes Benz 300 SL '54
- Mercedes Benz 450 SEL
- Mercedes Benz 450 SLC
- Mercedes Benz 500 SEC
- Mercedes Benz 190 E
- Mini Cooper '60
- Mini Cooper '01
- Opel Kadett C Coupé
- Opel Kadett C Gte Gr.4
- Opel Ascona 400
- Peugeot 205 T16
- Peugeot 405 T16
- Porsche 356 B Cabriolet
- Porsche 356 B Coupé
- Porsche 911 S
- Porsche 911 Turbo
- Porsche 924 Turbo
- Porsche 935 TT
- Porsche 959 Turbo
- Porsche 993 Coupé
- Porsche 993 Cabriolet
- Porsche 996 Coupé
- Porsche 996 Gt3
- Renault 4 L
- Renault 5 L
- Renault 5 Alpine
- Renault 14 TL
- Renault 5 Turbo Gr.4
- Renault Fuego
- Rolls Royce Silver Shadow
- Saab 900 Turbo
- Schlesser Buggy Megane
- Shelby Series 1
- Smart Roadster
- Smart Roadster Coupé
- Talbot Matra Rancho
- Toyota Celica Gr.5
- Volkswagen Golf MkI Gti
- Volkswagen Golf MkIV
- Volkswagen New Beetle
- Volkswagen New Beetle Cup
- Volkswagen New Beetle Convertible